# Złotoryjsko
Złotoryjsko [pronunciación en polaco: /zwɔtɔˈrɨi̯skɔ/] es un Asentamiento en el distrito administrativo de Gmina Murowana Goślina, dentro del Distrito de Poznan, Voivodato de Gran Polonia, en el oeste de Polonia central. Se encuentra aproximadamente a 4 kilómetros al noroeste de Murowana Goślina y a 21 kilómetros al norte de la capital regional Poznań. Es cercano al Río Varta, entre Mściszewo y Promnice.
El poblamiento tiene una población de 70 habitantes.